# Ленинский (Суражский район)
Ленинский — поселок в Суражском районе Брянской области в составе Кулажского сельского поселения.

## География
Находится в северо-западной части Брянской области на расстоянии приблизительно 13 км на юг по прямой от районного центра города Сураж.

## История
На карте 1941 года отмечен как поселение с 20 дворами.

## Население
80 человек (1939), 60 человек (1979), 21 (2002), 17 человек (2010).